# 포도르 졸탄 (레슬링 선수)
포도르 졸탄(헝가리어: Fodor Zoltán, 1982년 2월 1일~)은 헝가리의 전직 레슬링 선수이다. 2008년 하계 올림픽에서 그레코로만형 미들급 은메달을 획득하였다.